# Tempest (vela)

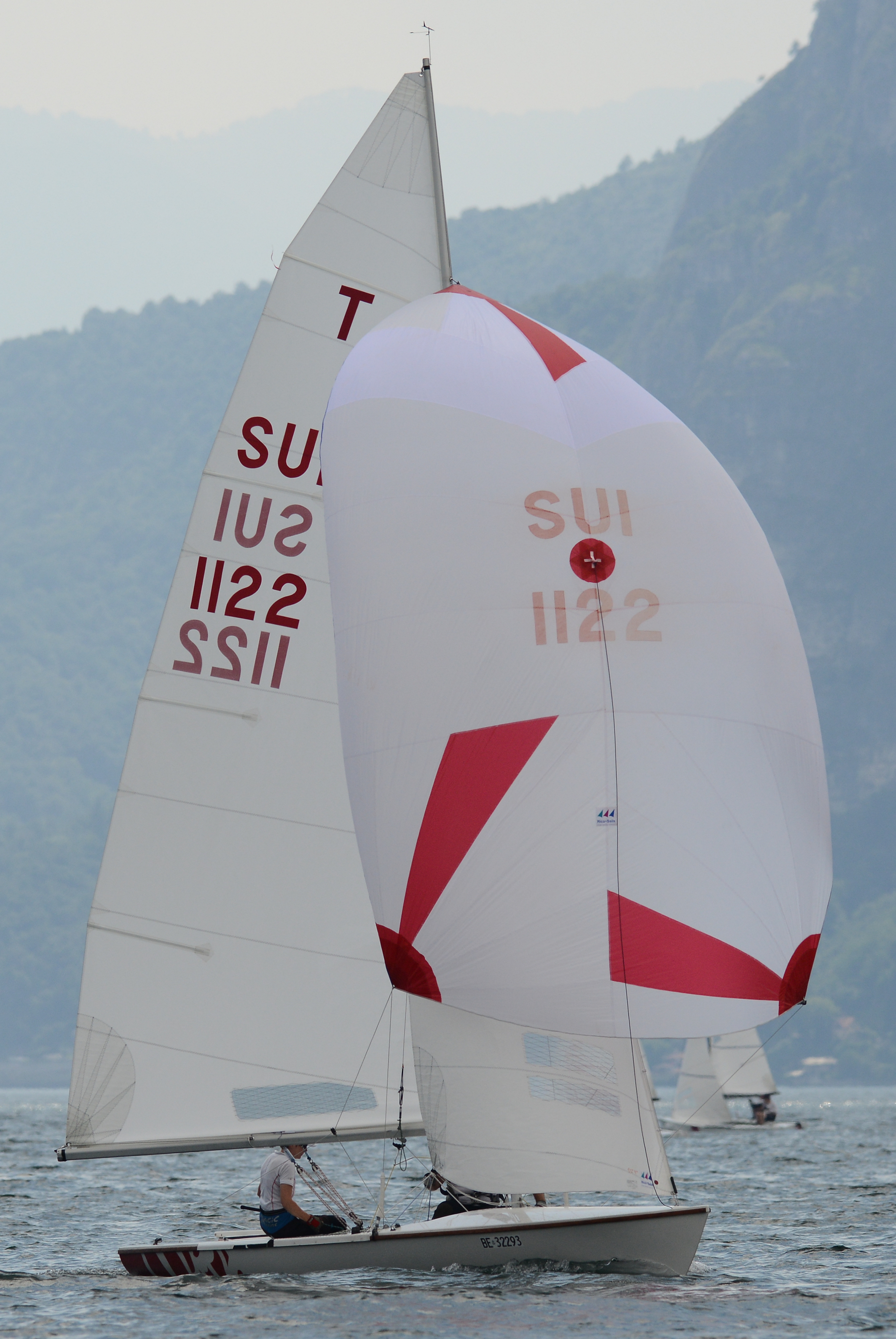
Exemplo de uma embarcação da classe Tempest.

A classe Tempest é uma classe de iates clássicos de corrida. Trata-se de um veleiro de corrida rebocável e de design único projetado pelo arquiteto naval britânico Ian Proctor e construído pela primeira vez em 1965. No passado, o projeto foi construído pela O'Day Corp. e Plastrend/Composite Technologies nos Estados Unidos e pela Lanaverre na França. Um total de 850 barcos foram construídos em 1994. Hoje é construído por Mader Bootswerft da Alemanha e continua em produção.
O Tempest é um barco de quilha de corrida, construído predominantemente em fibra de vidro, com acabamento em madeira. Possui uma plataforma de saveiro fracionada com longarinas de alumínio. O casco tem uma haste inclinada em forma de colher, uma popa de prumo, um leme tipo pá montado internamente controlado por uma cana do leme e uma quilha de levantamento e peso em forma de bulbo. Foi selecionado como classe olímpica e competiu nos Jogos Olímpicos de Verão de 1972 e 1976.